# Haurgeulis (Bantarujeg)
Haurgeulis is een bestuurslaag in het regentschap Majalengka van de provincie West-Java, Indonesië. Haurgeulis telt 1346 inwoners (volkstelling 2010).